# Ambohimahavelona
Ambohimahavelona est une commune urbaine malgache située dans la partie ouest de la région d'Atsimo-Andrefana.